# Drumurile sării în regiunile istorice românești

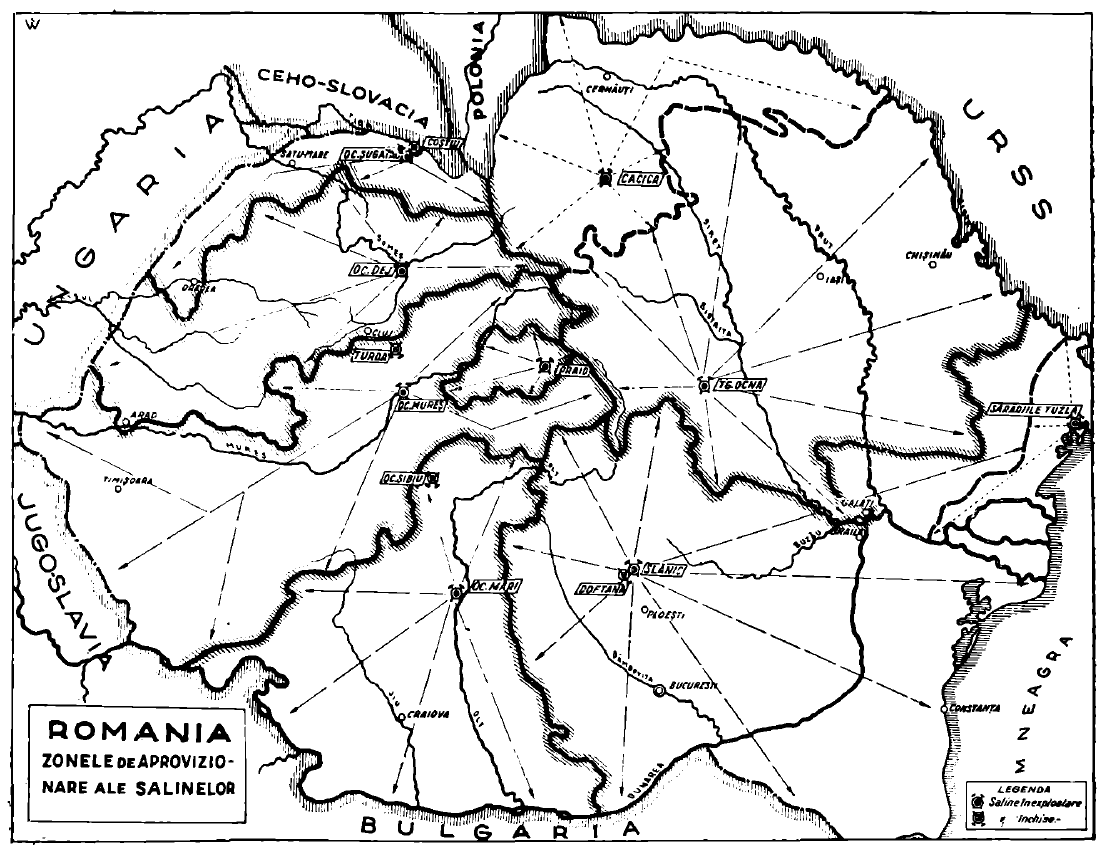
Zonele aprovizionate de saline, anii 1938/1939

Drumurile sării în regiunile istorice românești au fost o serie de căi de-a lungul cărora s-a derulat negoțul cu sare. În măsură mai mică, acest negoț a fost derulat și de-a lungul marilor râuri navigabile. Precaritatea transportului (lipsa infrastructurii și nesiguranța ei) a reprezentat o problemă constantă, care a putut fi rezolvată abia odată cu dezvoltarea rețelei de cale ferată, în secolul XIX.

## Țara Românească
În Țara Românească, pentru ca sarea să poată fi desfăcută pe piețele externe, era necesar ca marfa să ajungă de la ocne până la schelele (porturi) de la Dunăre, de unde era preluată de vase. În ceea ce privește zonele muntoase și deluroase, drumurile spre schelele de la Dunăre urmau firul apelor. Domnia a atribuit fiecărei ocne anumite schele, astfel că sarea de la ocnele din Oltenia nu ar fi putut să treacă pe drumurile de pe malul stâng al râului spre alte porturi dunărene. O parte din cantitatea de sare era folosită la Dunăre pentru sărarea peștelui, atât pentru consumul intern, cât și pentru export. O ramură mai mică a exportului de sare era reprezentată de marfa care traversa munții spre Transilvania. Se putea trece cu carul prin vămi, sau cu poveri mai mici cărate de cai pe poteci de munte. Potecile de munte erau impracticabile o mare parte din an datorită zăpezii.
Un drum al sării este cel de la Ocnele Mari spre Orșova, care urma firul Oltului până la Pleșoi[u] (trecând prin Cremenari, Slăvitești, Zăvideni și Drăgășani), de unde o lua spre vest înspre Craiova (ocolită), ulterior bifurcându-se: o rută mergea spre Calafat, iar alta spre Cerneți și Orșova. Drumul sării spre Calafat (Diiu) este atestat din secolul XVI. În timpul stăpânirii imperiale a Olteniei (prima jumătate a secolului XVIII), a fost înființată o nouă schelă la Pristolul, la nord de Calafat, care putea fi atinsă de la aceeași mină de sare în 46 de ore. Un drum alternativ de la Ocnele Mari spre Orșova trecea pe sub munte, prin Slătioara, Târgu Jiu, Baia de Aramă, de unde cobora spre Cerneți.
Alte saline erau la Ocna Mică/Ocnița (care deservea porturile de la Turnu și Zimnicea), Telega, Ghitioarea/ocna Aniniș, Teișani, Slănic și Săraru. Drumul sării dintre ocna Telega și Giurgiu trecea prin apropierea Bucureștiului, în prezent fiind încorporat de teritoriul orașului și dând nume străzii Drumul sării din apropierea Cotroceniului.
Datorită stării precare a majorității drumurilor și a nesiguranței lor, întreprinderea era periculoasă pentru cărăușii care transportau sarea, astfel că transportul făcea în permanență obiectul atenției statului. O parte considerabilă a prețului sării era determinată în consecință de costul mare al transportului. Dacă vremea le permitea, cărăușii foloseau drumuri alternative, ocolind podurile pentru a căror traversare era percepută o taxă. Acestor probleme li se adăugau și ingerințele micilor dregători, boieri și militari locali, care percepeau taxe neavenite sau încercau să rechiziționeze carele, rechiziții de care transporturile de sare erau scutite.